# Житняк гребінчастий
Житняк гребінчастий, житняк звичайний (Agropyron cristatum) (оврашкові хвости, житняк ширококолосий) — багаторічний злак родини Poaceae. Характеризується широким колоссям 10–25 мм завширшки. Колоски відстовбурчене від осі колоса з добре помітними проміжками між ними, голі або волосисті.

## Морфологія і біологія
Порожнисті плодоносні стебла злегка пухкі, 20–60(80) см заввишки, зазвичай запушені, рідко голі. Листяні піхви волосаті або голі. Листова пластини скручені або плоскі, 5–15(20) × 0.2–0.5(0.9) см, верхня поверхня гола, нижня — помірно запушена. Колос довгасто-яйцеподібний або яйцевидно-ланцетний, дуже щільний, 2–6 × 0.8–2.5 см. Колосочки 6–18 мм, з (3)5–11 квіточками. Приквітки ланцетні або яєчно-ланцетні, волосисті або голі, проксимальна — 2–3 мм, дистальна — 3–4 мм. Лема волосиста, густо волосиста або гола, як правило остюкова, остюк 2–4 мм. Верхня приквітка війчаста уздовж кіля, верхівка 2-зуба. Пиляки приблизно 4 мм. 
Agropyron cristatum є одним з видів трав, який має найвищу швидкість розмноження насінням.

## Поширення
Китай, Японія, Корея, Монголія, Пакистан, Росія; південно-західна Азія, Європа крім півночі, Марокко; натуралізована в Північній Америці (Канада, США). 
Населяє сухі гірські схили, сухі луки, степи, кам'янисті степові схили.
В Україні зростає на степах (від лучних до пустельних), кам'янистих схилах — в Лісостепу, Степу і Гірському Криму, досить часто; особливо в пд.-сх. ч. України; спорадично трапляється в Поліссі; відомо 1 місцезнаходження в Закарпатті (Ужгород).

## Використання та господарське значення
Цей вид забезпечує хороший корм. Використовується для контролю ерозії.

## Галерея

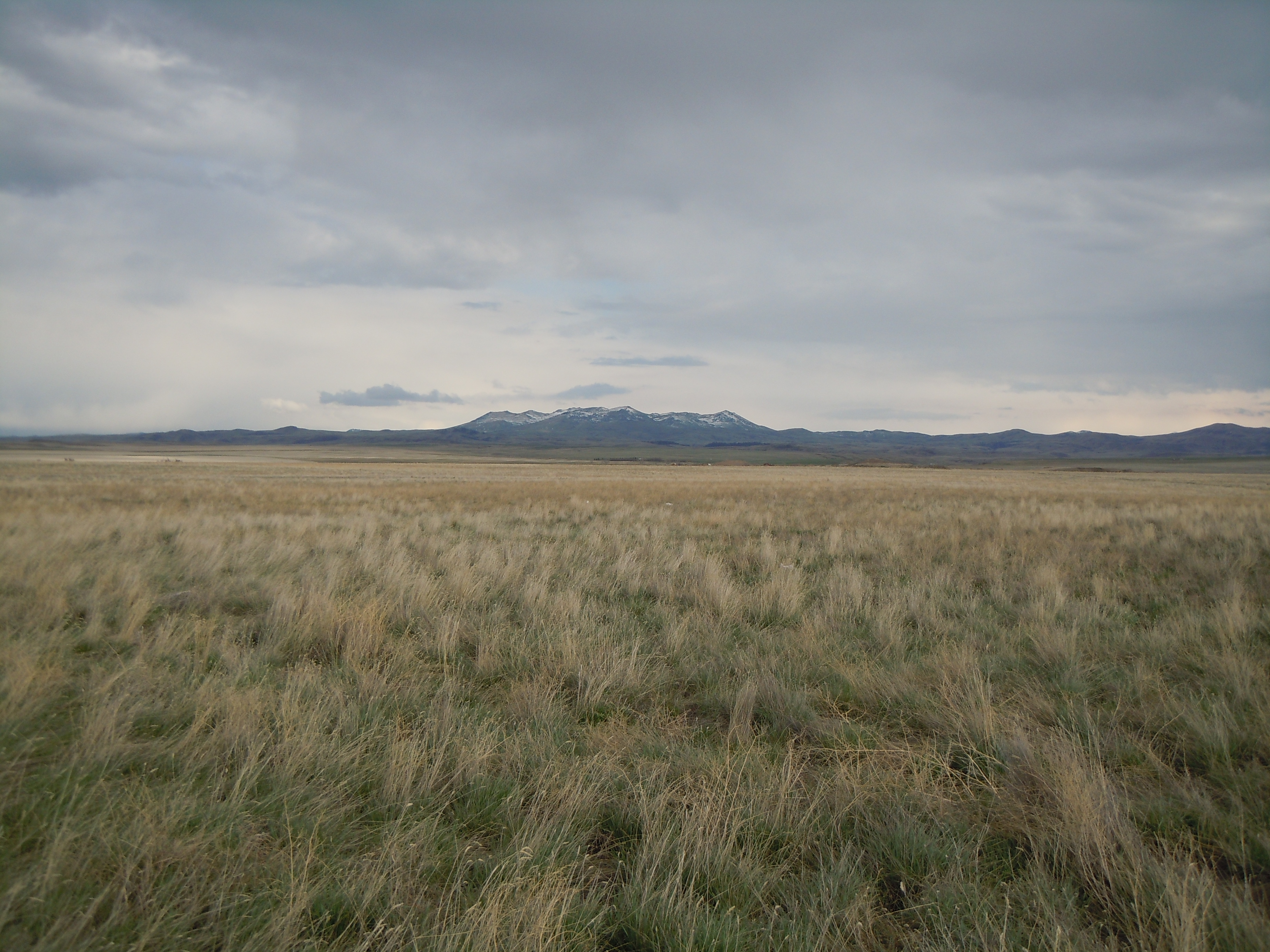
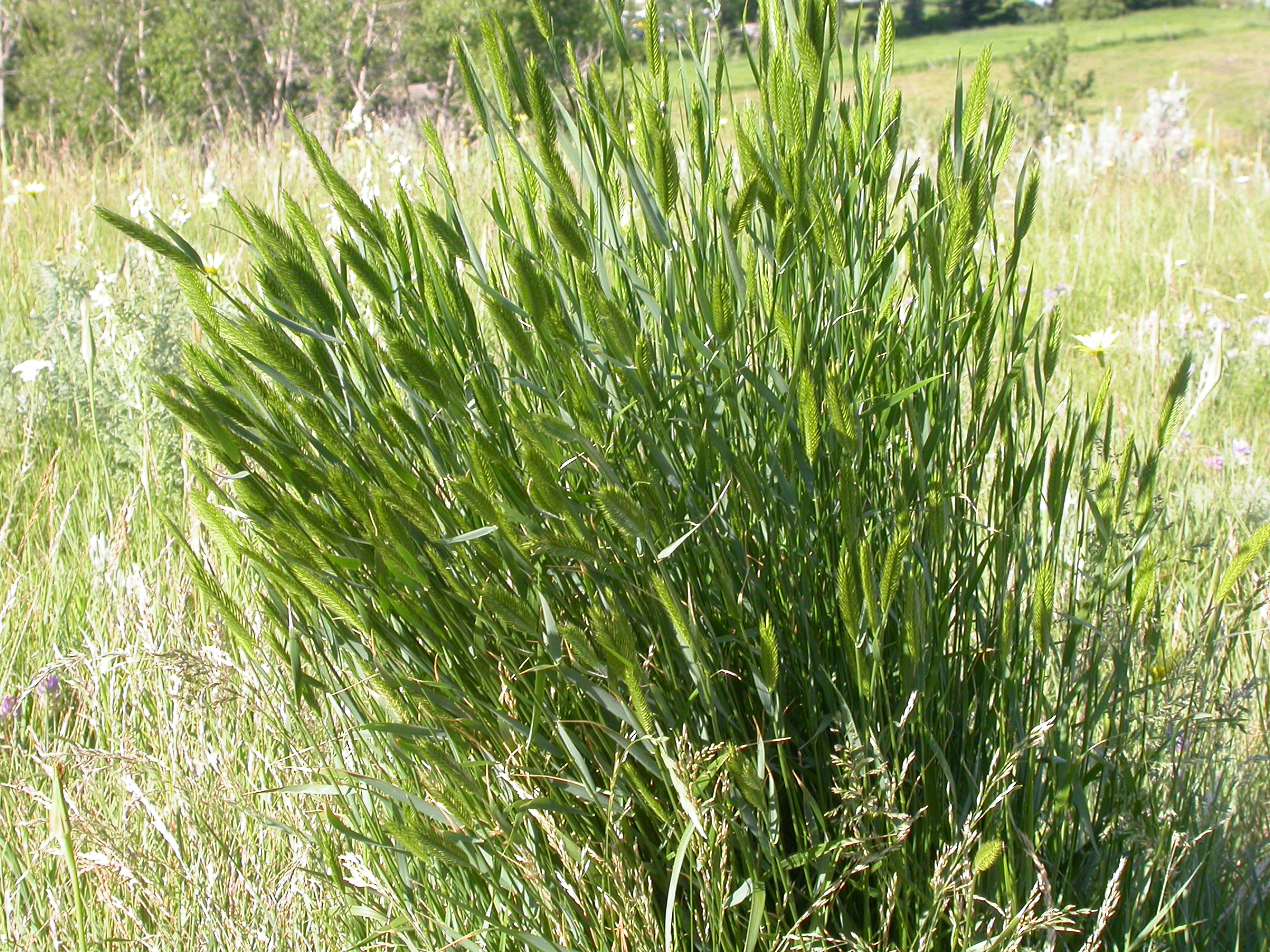
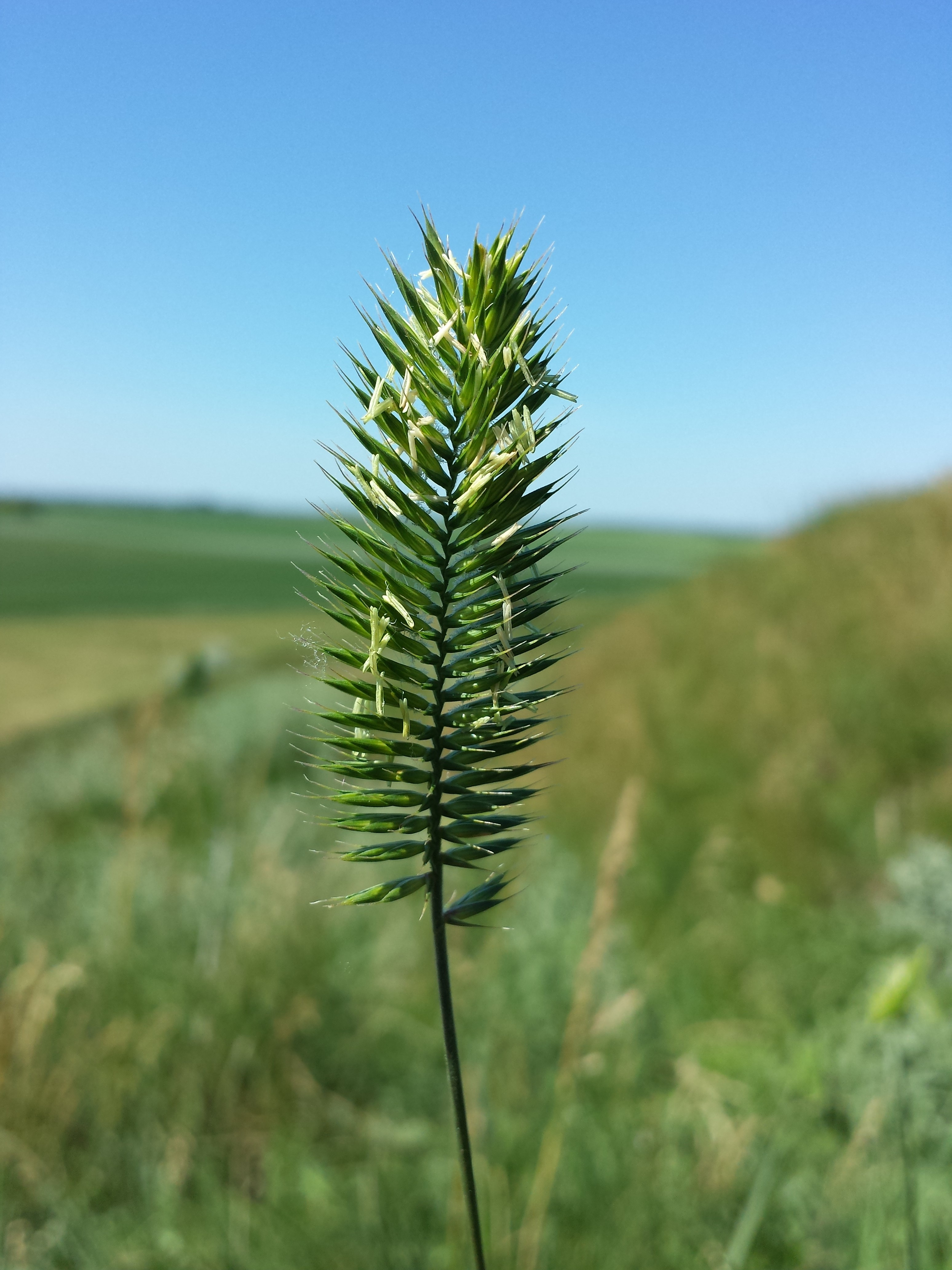
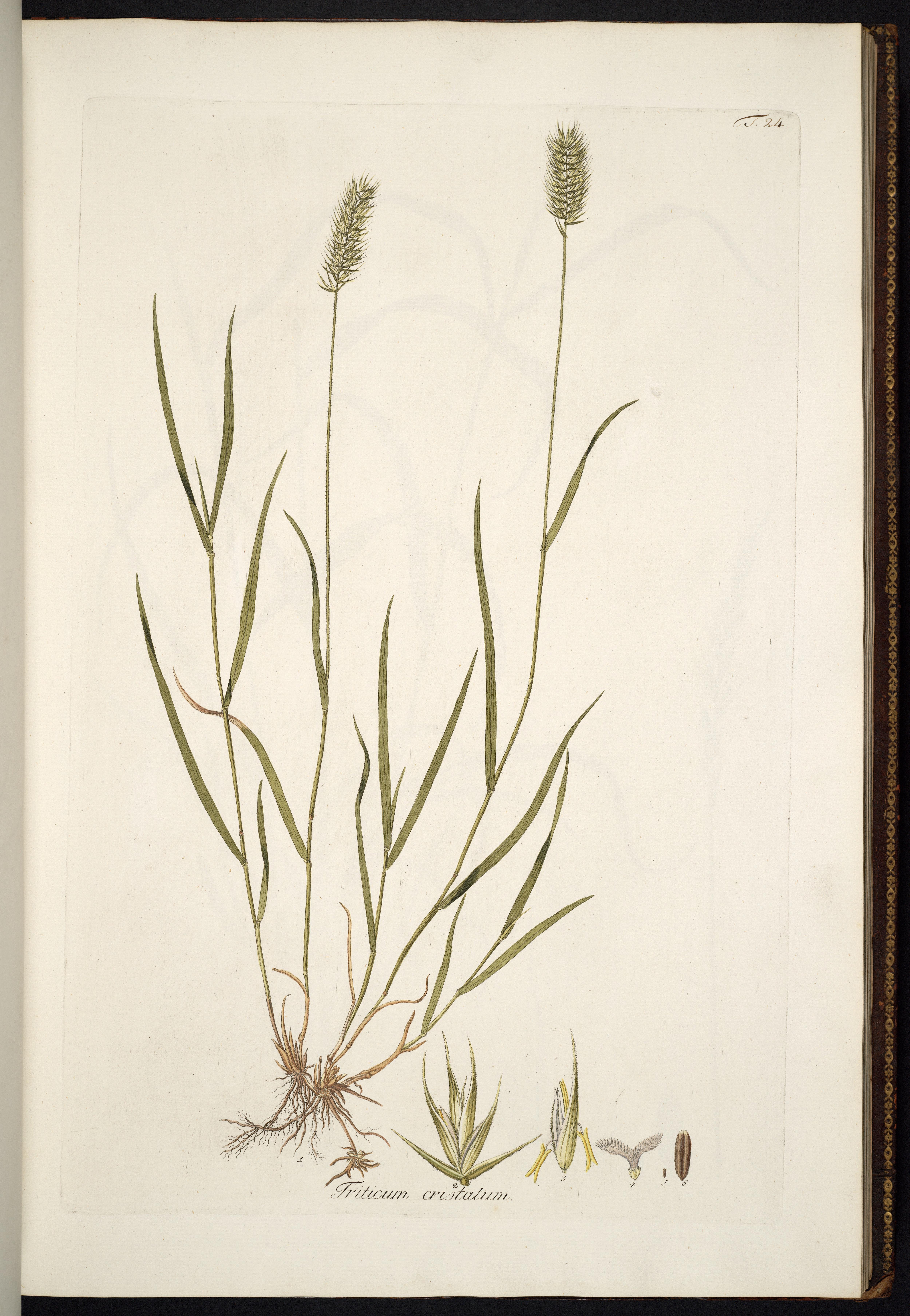